# Rise and Fall, Rage and Grace
Rise and Fall, Rage and Grace is het achtste studioalbum van de Amerikaanse punkrockband The Offspring, uitgebracht bij Columbia Records op 11 juni 2008. Het was het eerste album van de band met nieuw materiaal in bijna vijf jaar, na Splinter uit 2003, wat destijds de langste kloof tussen studioalbums markeerde. The Offspring werkte sinds de herfst van 2004 aan nieuw materiaal, maar vertoonde geen verdere tekenen van vooruitgang tot november 2006.

## Opname en Achtergrond
Het duurde vier jaar voordat The Offspring het album maakte. Ze begonnen voor het eerst aan het album in 2004, maar zouden pas in november 2006 beginnen met opnemen toen werd aangekondigd dat ze in de studio aan het werk waren met Bob Rock. Hoewel drummer Atom Willard nog steeds lid was van The Offspring tijdens de opnames van Rise and Fall, Rage and Grace, werden de drumtracks opgenomen door sessiemuzikant Josh Freese. Willard kon niet meedoen vanwege een contractuele problemen met Geffen Records. Atom besloot uiteindelijk de band te verlaten en zijn taken bij Angels & Airwaves voltijds voort te zetten, terwijl voormalig Face to Face-drummer Pete Parada zich bij de band voegde. Ondanks dat Higgins X-13 de band had verlaten in 2005 deed hij nog wel achtergrondzang op het album.
Holland kondigde op 9 april 2008 aan dat het nieuwe album eindelijk af was en kondigde de naam en releasedatum aan, en dat "Hammerhead" de eerste single zou zijn. De titel van het album is afgeleid van twee nummers: "Rise and Fall" is het laatste nummer op het album en het nummer "Fix You" bevat de regel "Rage and Grace".
De singles die waren uitgebracht om Rise and Fall, Rage and Grace te promoten waren "Hammerhead", "You're Gonna Go Far, "Kid, Kristy, Are You Doing Okay?" en "Half-Truism". Hoewel er een video is gemaakt voor "Stuff Is Messed Up", werd deze nooit officieel als single uitgebracht, maar was deze regelmatig hoorbaar op populaire stations zoals KROQ in Zuid-Californië; het zou zijn uitgebracht als vijfde single van het album.

## Nummers
| No. | Titel                           | Looptijd |
| --- | ------------------------------- | -------- |
| 1.  | "Half-Truism"                   | 3:25     |
| 2.  | "Trust In You"                  | 3:09     |
| 3.  | "You Gonna Go Far, Kid"         | 2:57     |
| 4.  | "Hammerhead"                    | 4:38     |
| 5.  | "A Lot Like Me"                 | 4:28     |
| 6.  | "Takes Me Nowhere"              | 2:59     |
| 7.  | "Kristy, Are You Doing Okay?"   | 3:42     |
| 8.  | "Nothingtown"                   | 3:29     |
| 9.  | "Stuff Is Messed Up"            | 3:32     |
| 10. | "Fix You"                       | 4:18     |
| 11. | "Let's Hear It For Rock Bottom" | 4:04     |
| 12. | "Rise and Fall"                 | 2:59     |

## Betrokkenen

### The Offspring
- Dexter Holland – zang, slaggitaar, keyboard
- Noodles – leadgitaar, achtergrondzang
- Greg K. – basgitaar, achtergrondzang

### Aanvullende musici
- Josh Freese – drums
- Higgins X-13 – achtergrondzang